# Povijest računarskog sklopovlja
Veliko je pitanje povjesničara tko je stvorio koncept modernog računala, ali većina se slaže da je koncepte modernog računala stvorio u devetnaestom stoljeću engleski izumitelj Charles Babbage. Njegova nastojanja da stvori programabilno računalo s tehnologijom svoga vremena dovela su ga do neuspjeha jer masovna proizvodnja uniformnih mehaničkih dijelova s niskim tolerancijama do tada nije postojala. Osim problema tehničke naravi Babbagea je pratio i niz drugih poteškoća (financijska, osobna i interpersonalna), što ga je spriječilo u namjeri da napravi programabilno računalo. Prva "prava računala" pojavila su se tijekom Drugog svjetskog rata kada su Englezi stvorili Colossus (računalo) – prvo programabilno računalo koje je korišteno za dešifririranje njemačke Enigme, stroja koji je kodirao njemačke vojne i diplomatske poruke. Poslije drugog svjetskog rata primat u tehnologiji, proizvodnji i primjeni računala preuzeli su Amerikanci. Postupnim poboljšanjem tehnologije proizvodnje i minijaturizacije (tranzistor i integrirani sklop) krajem 20. stoljeća računala su postala sve dostupnija i integralni dio civilizacije.

### Računalne generacije
Računarstvo kao primijenjena disciplina slijedi tokove tehnologije. Krajnji proizvod, računalo i softver, spoj je skupljenih znanja i primjena proizvodnih tehnologija i materijala vremena iz kojeg računalo potječe. Ponekad su smjene tehnologija toliko radikalne da stvaraju velike promjene u gradnji računala te se računala prema tim smjenama klasificiraju u generacije. U stručnoj literaturi obično se spominju četiri generacije računala, i ta podjela zasnovana je na tehnologiji koja je bila korištena za izgradnju temeljnih sklopova računala:
- Prva generacija računala 1946. do 1958. – temeljna jedinica izrade računala je elektronska cijev
- Druga generacija računala 1959. do 1964. – temeljna jedinica izrade računala je tranzistor
- Treća generacija računala 1965. do 1970. – temeljna jedinica izrade računala je integrirani sklop
- Četvrta generacija računala 1970. do danas  – temeljna jedinica izrade računala je mikroprocesor

Ovakva generacijska podjela računala ne daje nikakvog priznanja pionirima koji su napravili put prvoj generaciji računala. Prva generacija računala ne bi bila moguća bez rada pionira i znanstvenika neposredno prije i za vrijeme II. svjetskog rata, kao i rad Charlesa Babbagea u 19. stoljeću. Zbog toga bi bilo potrebno uvesti i nultu generaciju računala koja su koristila mješavinu mehaničkih, elektromehaničkih i elektronskih sklopova za izradu računala, ali koja su dosljedna principima računala koje je prvi postavio Charles Babbage.